# Новотроїцьке (Октябрський район)
Новотро́їцьке (рос. Новотроицкое) — село у складі Октябрського району Оренбурзької області, Росія.

## Населення
Населення — 500 осіб (2010; 516 у 2002).
Національний склад (станом на 2002 рік):
- росіяни — 86 %